# My Name (레나 필립손의 음반)
My Name(마이 네임)은 스웨덴의 팝 음악 가수 레나 필립손의 1989년 음반이다. 이 음반은 스웨덴 음반 차트에서 10위로 정점을 찍었다. 이 음반은 전적으로 영어로 불렀으며 2개월만에 130,000장을 판매했다.

## 곡 목록
1. "LoPhus"
2. "My Name"
3. "Standing In My Rain"
4. "Together We're Alone"
5. "Only You (Can Move Me Like You Do)"
6. "Blue Jeans"
7. "LooPHus"
8. "Why (Så lätt kommer du inte undan)"
9. "Strong Man"
10. "Taking-Care Day"
11. "Taboo Taboo"
12. "How Does It Feel"
13. "Leave A Light"

## 차트 순위
| 차트 (1989-1990) | 최고 순위 |
| ---------------- | --------- |
| 스웨덴           | 10        |